# Робинсон, Бетти
Элизабет «Бетти» Робинсон-Шварц (англ. Elizabeth "Betty" Robinson Schwartz; 23 августа 1911, Ривердейл, Иллинойс — 18 мая 1999, Денвер) — американская легкоатлетка, бегунья на короткие дистанции, олимпийская чемпионка и обладательница мирового рекорда в беге на 100 метров.

## Биография
Элизабет Робинсон родилась 23 августа 1911 года в Ривердейле — небольшом городке к югу от Чикаго. Её родители — Гарри и Элизабет Робинсон. Бегом серьёзно начала заниматься в старшей школе. В 1928 году школьный учитель биологии и по совместительству помощник тренера легкоатлетической команды Чарльз Прайс увидел Бетти бегущей за пригородным поездом и поразился её скорости. Прайс предложил Робинсон серьёзно заняться бегом. В своих первых соревнованиях она приняла участие 30 марта 1928 года, это были соревнования регионального уровня, проходившие под эгидой женского легкоатлетического клуба Иллинойса. Робинсон финишировала второй на дистанции 100 метров, уступив лишь Хелен Филки, которая в то время была обладательница рекорда США на этой дистанции. Вскоре на проходивших в Чикаго подготовительных соревнованиях к Олимпийским играм Бетти установила новый мировой рекорд в беге на 100 метров — 12 секунд.
На Олимпийских играх 1928 года впервые проходили женские соревнования по лёгкой атлетике, но с гораздо меньшим количеством дисциплин, чем у мужчин. Игры в Амстердаме были лишь четвёртыми соревнованиями для 16-летней Робинсон, которая к тому времени занималась спортом лишь четыре месяца. В предварительном забеге Бетти финишировала второй, в полуфинале была первой и стала единственной представительницей США, попавшей в финальный забег. Финиш в финале был очень плотным, после совещания судьи отдали победу Робинсон с официальным временем 12,2 сек. Робинсон стала первой в истории женщиной, выигравшей золотую олимпийскую медаль в лёгкой атлетике. Также Бетти в составе сборной США выиграла серебряную медаль в эстафете 4×100 метров.
После возвращения в США в честь Робинсон были устроены парады в Нью-Йорке и Чикаго. Президент олимпийского комитета США Дуглас Макартур наградил Бетти золотым кулоном, в родном городе ей были вручены серебряный кубок и часы с бриллиантами.
В 1931 году недалеко от Чикаго разбился биплан с Робинсон на борту. Человек, который нашел её, подумал, что она мертва, поэтому положил её в багажник своей машины и отвез к гробовщику. Она была без сознания семь недель. Бетти выжила, но получила серьёзную травму головы, перелом ноги и руки, в результате чего одиннадцать недель провела в больнице. Для стабилизации ноги в неё была вставлена серебряная спица, четыре месяца Робинсон передвигалась лишь в кресле-каталке или на костылях, её травмированная нога стала короче на полдюйма. Два года она не могла нормально ходить.
Несмотря на серьёзную травму Робинсон вернулась в спорт, хотя и не участвовала в соревнованиях три с половиной года. Она вынуждена была начинать забег с высокого старта, поскольку не могла встать на колено. Однако Робинсон попала в состав сборной США, отправившейся на проходившие в Берлине Олимпийские игры 1936 года. В эстафете 4×100 метров американки выиграли золотые медали, благодаря тому, что немецкая бегунья выронила эстафетную палочку.
После Олимпийских игр 1936 года Робинсон завершила карьеру бегуньи, но осталась в спорте. Она работала тренером и судила соревнования по лёгкой атлетике. В 1939 году Робинсон вышла замуж за Ричарда С. Шварца, владельца обивочной фирмы. У них было двое детей, Ричард Шварц-младший и Джейн Хэмилтон. В последние годы жизни Робинсон страдала болезнью Альцгеймера и болела раком. Она умерла в Денвере 18 мая 1999 года в возрасте 87 лет.